# Oueah
Oueah (auch: We`a, Wê‘a; arabisch وع) ist ein Ort in der Region Arta von Dschibuti.

## Geographie
Oueah liegt am National Highway 1 auf dem Weg von Djibouti nach Westen in die Regionen Dikhil und Ali Sabieh und befindet sich 33 km östlich von Dschibuti. Oueah ist der zweitgrößte Ort der Region Arta nach der Stadt Arta und aufgrund der Lage ein wichtiger Handelspunkt und Rastplatz für den Handel mit Äthiopien.
Der Ort liegt im Wadi des Oued d'Ambouli, der parallel zur Küste nach Osten verläuft und erst im Stadtgebiet von Dschibuti in den Golf von Tadjoura mündet. Eine Hügelkette trennt den Ort von Arta, dem Hauptort der Region, 3 km im Norden. Etwa 2 km westlich von Oueah zweigt die N4 road nach Arta ab. Ein weiterer nahe gelegener Ort ist Holhol und im Osten erstreckt sich bei Gaourir das Schießfeld Champ de Tir de MIRYAM. Es gibt öffentliche Busse, die Oueah mit Dschibuti verbinden.
Oueah liegt auf einer Höhe von 455 m über dem Meer. in der Umgebung wird auch Landwirtschaft betrieben.

## Geschichte
Der Name „Oueah“ bedeutet in der Somali-Sprache wörtlich „Kurve“.
In der ersten Hälfte des 20. Jahrhunderts gehörte der Ort zum Protektorat Französisch Somaliland.

## Bevölkerung
2012 wurde die Bevölkerung auf ca. 3.200 Personen geschätzt. Die Einwohner gehören zu mehreren afro-asiatischen ethnischen Gruppen, wobei der Clan der Issa aus dem Volk der Somali den größten Teil der Bevölkerung stellt.

## Klima
Das Klima in Oueah lässt sich als Semiarides Klima bezeichnen mit heißen Sommern und kühlen Wintern (Köppen-Geiger-System: (BSh)). Der wärmste Monat ist der Juni mit einer Durchschnittstemperatur von 33,9 °C. Im Januar liegt die Durchschnittstemperatur bei 21,8 °C. Der Niederschlag liegt zwischen 2 mm im Juni und 42 mm im November, mit einem Durchschnitt von 34 mm.

## Partnerschaften
- Lampedusa e Linosa, Italien
- Sant Francesc Xavier, Spanien
- Bucha, Oman